# 新南區
新南區為民國三十五年（1946年）的舊省轄市嘉義市行政區之一。

## 沿革
- 1945年（民國34年）中華民國接管臺灣，12月1日嘉義市正式成立，並將行政區劃分為東門、西門、北門、南門、八獎、竹圍、北鎮、東山等八區。
- 1946年（民國35年）7月，將南門區與八獎區合併為新南區[2]。
- 1950年（民國39年）10月，調整行政區域，嘉義市被廢除省轄市資格，與臺南縣嘉義區、東石區合併為嘉義縣，新南區改制為新南鎮[1]。
- 1951年（民國40年）11月，與新東鎮、新西鎮、新北鎮合併成立縣轄市嘉義市[1]。

## 行政區
- 新南區共有31里[2]：
- 涵洋里、祠後里、祐民里、蘭井里、文昌里、崇文里、雙忠里、三多里、安平里、平和里、鎮南里、
- 南石里、朝陽里、龍山里、新興里、神農里、光復里、春圃里、新開里、宣信里、興南里、芳草里、
- 頂寮里、安寮里、興村里、豐年里、新華里、光路里、車店里、湖內里、護國里

## 教育與醫療機構

### 國民學校
- 嘉義市立新南區崇文國民學校（今嘉義市崇文國民小學）
- 嘉義市立新南區民族國民學校（今嘉義市民族國民小學）